# Passiflora cobanensis
Passiflora cobanensis är en passionsblomsväxtart som beskrevs av Ellsworth Paine Killip. Passiflora cobanensis ingår i släktet passionsblommor, och familjen passionsblomsväxter. Inga underarter finns listade i Catalogue of Life.